# Sarcasm (slowenische Band)
Sarcasm ist eine slowenische Thrash-Metal-Band aus Škofja Loka, die 1987 gegründet wurde, sich 1994 auflöste und seit 1998 wieder aktiv ist.

## Geschichte
Die Band wurde im Jahr 1987 von dem Gitarristen Aleš Blaznik und dem Bassisten Sandi Dolinar gegründet. Ergänzt wurde die Besetzung durch den Schlagzeuger Matjaž Kacin, den Gitarristen Matjaž Hudobivnik und den Sänger Osim Čehić. 1989 folgte das Debütalbum Crematory, das eine Auflage von 3.000 Kompaktkassetten hat und schon kurze Zeit später in ganz Jugoslawien ausverkauft war. Der Veröffentlichung folgte eine Tournee durch Jugoslawien, mit Auftritten in den größten Städten des Landes. 1990 trat die Gruppe zudem mit Motörhead auf. Das Konzert in der Hala Tivoli wurde im nationalen Fernsehen übertragen, wodurch die Band ihre Bekanntheit erheblich steigern konnte. Die Band löste sich 1994 auf, jedoch fand sie sich 1998 in veränderter Besetzung wieder zusammen. 2001 erschien bei On Parole Productions das Album Igra narave, dem sich 2003 Divja kri und 2006 Revolt anschlossen. 2007 wurde die Gruppe von Nuclear War Now! Productions entdeckt. Hierüber wurde noch im selben Jahr das Debütalbum wiederveröffentlicht. Das nächste Album Something to Believe In lag 2011 vor, dem sich nach den 2012er Singles Z mano je slabo und Pravica das 2013er Album Thrash anschloss. 2016 war die Gruppe auf den Metaldays zu sehen. In ihrer Karriere trat die Gruppe bisher unter anderem zusammen mit Slayer, Sepultura, Holy Moses, Desaster und Kreator auf und war zudem auf mehreren größeren Festivals vertreten.

## Stil
Lior „Steinmetal“ Stein von metal-temple.com schrieb in seiner Rezension zu Crematory, dass hierauf etwas technischer Thrash Metal enthalten ist, der gelegentlich Elemente aus dem Speed Metal sowie melodischen Metal verarbeitet. Er zog dabei Vergleiche zu den Destruction der frühen 1980er Jahre, Iron Maiden, Astharoth, frühen Voivod und Wolf Spider. Im Vergleich zu anderen Gruppen sei die Band jedoch weniger aggressiv und „heavy“. Laut Peter Kubaschk von Powermetal.de hat man es auf Igra narave mit „einer groovigen Midtempo-Variante des Thrash Metal“ zu tun. In fünf der sieben neuen Lieder singe die Band in ihrer Muttersprache. Zudem gebe es in den Songs abwechslungsreiche Riffs und clevere Liedstrukturen. Der Gesang schwanke „zwischen aggressiven Screams und hohen, fast schon an Kai Hansen erinnernden Tönen“. Im Vergleich zum Debütalbum gebe es stilistisch kaum einen Unterschied, außer dass die Geschwindigkeit der Songs damals höher und die Texte alle auf Englisch gewesen seien. Yiannis Dafopoulos von metal-temple.com befand, dass Revolt nur uninspirierten Thrash Metal bietet. Die Band klinge nicht nur zu retro (der Klang würde besser zu einer Band der frühen 1980er Jahre passen), sondern auch zu unprofessionell. Stattdessen würde er ein Album von Onslaught bevorzugen.

## Diskografie
- 1989: Crematory (Album, Eigenveröffentlichung)
- 2001: Igra narave (Album, On Parole Productions)
- 2003: Divja kri (Album, On Parole Productions)
- 2006: Revolt (Album, On Parole Productions)
- 2007: Thrash Till Grob (Split mit Interceptor und Železobeton, Nuclear War Now! Productions)
- 2011: Something to Believe In (Album, Eigenveröffentlichung)
- 2012: Z mano je slabo (Single, On Parole Productions)
- 2012: Pravica (Single, On Parole Productions)
- 2013: Thrash (Album, On Parole Productions)